# Africa Orientale Britannica
L'Africa Orientale Britannica (inglese: British East Africa o East Africa Protectorate) è l'insieme dei territori dell'Africa orientale che dal XIX al XX secolo furono sotto il controllo britannico. Comprendeva grossomodo i territori dell'attuale Kenya. Aveva approssimativamente una superficie di 639,209 km² (246,800 mi²). Sebbene fosse parte dei domini del Sultanato di Zanzibar, nel tardo XIX secolo era controllata dalla Gran Bretagna; nacque per interessi commerciali britannici nell'area negli anni 1880 e rimase un protettorato fino al 1920 quando diventò la colonia del Kenya, eccetto che per una fascia costiera indipendente larga 16 km che diventò il protettorato del Kenya.